# Caviziphius
Caviziphius — викопний рід зифіїд з міоцену Бельгії, Іспанії та Португалії. Типовий вид — Caviziphius altirostris.